# 克罗斯比 (默西赛德郡)

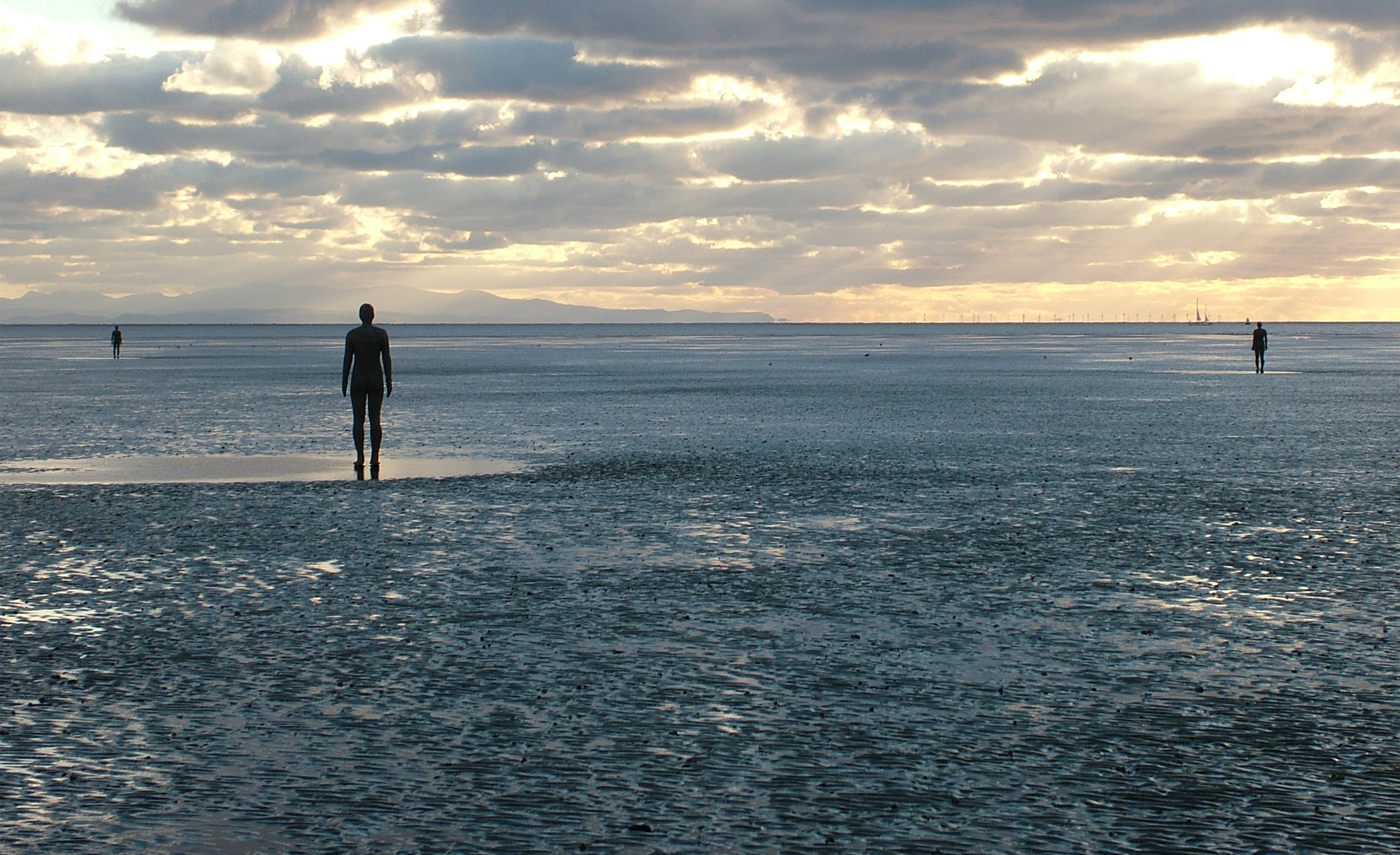
安东尼·葛姆雷的雕塑作品《另一个地方》

克罗斯比（Crosby）是英国英格兰默西赛德郡塞夫顿都会自治市的一个城镇，位于利物浦和布特尔的北面，绍斯波特和福姆比的南面。2001年人口为51,789人，人口密度每平方公里4,827人。
克罗斯比由爱尔兰海沿岸的一串居住区组成。安东尼·葛姆雷（Anthony Gormley）的雕塑作品《另一个地方》（Another Place）矗立在克罗斯比海滩。克罗斯比的周围地区，包括数英里的海滩，一个码头，几个公园和一大片林地区域。